# 江口三角
江口 三角（えぐち さんかく、1932年 - ）は、日本の法学者。専門は刑事法。

## 略歴
- 1953年 - 岡山大学法文学部卒業
- 1958年 - 東京大学大学院社会科学研究科卒業、愛媛大学助教授、同教授を経て[2]
- 1978年 - 岡山大学法文学部教授[3]

## 著作
- 『フランス刑法と罪刑法定主義』(有斐閣，1977年)
- 『人工妊娠中絶と堕胎罪』(成文堂，1982年)
- 『フランス新古典学派の刑法思想』(有斐閣，1983年)
- 『刑法講義各論』(有斐閣，1988年)
- 『体系的思考と問題的思考』(有斐閣，1988年)
- 『問題的思考とフランス刑法学』(有斐閣，1990年)
- 『オルトランの刑法学―その思想と方法―』(成文堂，1995年)

## 論文
- 「ボワソナードと政治犯」(岡山大学法学会雑誌 28(3-4)，1979年)
- 「カイム・ペレルマンの正義論」(人文学報(京都大学人文科学研究所)(76)19，1995年)

## 翻訳
- (カイム・ペレルマン)『法律家の論理―新しいレトリック』(木鐸社，1986年)

## 所属学会
- 日本刑法学会
- 日本法哲学会